# Fleischmannia
Fleischmannia, biljni rod iz porodice Asteraceae smješten u vlastiti podtribus Fleischmanniinae, dio tribusa Eupatorieae, potporodica Asteroideae.
Postoji 98 vrsta rasprostranjenih po Sjevernoj i Južnoj Americi. Podtribusu Fleischmanniinae pripada možda i rod Zyzyura.

## Opis
Fleischmannia kako je trenutno razgraničena je rod od oko 80 vrsta koje su široko rasprostranjene od istočne Sjeverne Amerike do Argentine. Iako je tipska vrsta karakteristična po svom papusu od samo 5 čekinja, mnoge druge vrste koje se sada nalaze u rodu imaju papus od brojnih čekinja i 5-rebrastih cipsela i stoga su izvorno opisane u Eupatoriumu. Fleischmannia se razlikuje po kombinaciji karakteristika, uključujući vjenčiće koji imaju kratku bazalnu cijev s istaknutim žilama, režnjeve vjenčića koji su papilozni na obje površine, omotač koji izgleda kao da je preklapajuč jer ima kraće vanjske brakteje kao i dulje unutarnje, i jasan karpopodij u obliku čepa na dnu cipsele. Ove vrste su zeljaste biljke koje imaju opći habitus sličan Conocliniumu i Ageratumu, a neke su vrste (osobito F. microstemon) korovske.

## Vrste
1. Fleischmannia allenii R.M.King & H.Rob.
2. Fleischmannia altihuanucana H.Rob.
3. Fleischmannia anisopoda (B.L.Rob.) R.M.King & H.Rob.
4. Fleischmannia arguta B.L.Rob.
5. Fleischmannia bergantinensis (V.M.Badillo) R.M.King & H.Rob.
6. Fleischmannia blakei (B.L.Rob.) R.M.King & H.Rob.
7. Fleischmannia bohlmanniana R.M.King & H.Rob.
8. Fleischmannia bridgesii (B.L.Rob.) R.M.King & H.Rob.
9. Fleischmannia cajamarcensis H.Rob.
10. Fleischmannia carletonii (B.L.Rob.) R.M.King & H.Rob.
11. Fleischmannia ceronii H.Rob.
12. Fleischmannia chiriquensis R.M.King & H.Rob.
13. Fleischmannia ciliolifera R.M.King & H.Rob.
14. Fleischmannia coibensis S.Díaz
15. Fleischmannia cookii (B.L.Rob.) R.M.King & H.Rob.
16. Fleischmannia crocodilia (Standl. & Steyerm.) R.M.King & H.Rob.
17. Fleischmannia cuatrecasasii R.M.King & H.Rob.
18. Fleischmannia davidsmithii H.Rob.
19. Fleischmannia deborabellae R.M.King & H.Rob.
20. Fleischmannia dissolvens (Baker) R.M.King & H.Rob.
21. Fleischmannia dodsonii H.Rob.
22. Fleischmannia ejidensis (V.M.Badillo) R.M.King & H.Rob.
23. Fleischmannia ferreyrae R.M.King & H.Rob.
24. Fleischmannia fiebrigii (Hieron.) H.Rob.
25. Fleischmannia fragilis (B.L.Rob.) R.M.King & H.Rob.
26. Fleischmannia gentryi R.M.King & H.Rob.
27. Fleischmannia gonzalezii (B.L.Rob.) R.M.King & H.Rob.
28. Fleischmannia granatensis R.M.King & H.Rob.
29. Fleischmannia guatemalensis R.M.King & H.Rob.
30. Fleischmannia hammelii H.Rob.
31. Fleischmannia harlingii R.M.King & H.Rob.
32. Fleischmannia hassleri H.Rob.
33. Fleischmannia hatschbachii H.Rob.
34. Fleischmannia haughtii R.M.King & H.Rob.
35. Fleischmannia holwayana (B.L.Rob.) R.M.King & H.Rob.
36. Fleischmannia hymenophylla (Klatt) R.M.King & H.Rob.
37. Fleischmannia ignota (V.M.Badillo) R.M.King & H.Rob.
38. Fleischmannia imitans (B.L.Rob.) R.M.King & H.Rob.
39. Fleischmannia incarnata (Walter) R.M.King & H.Rob.
40. Fleischmannia killipii H.Rob.
41. Fleischmannia kingii H.Rob.
42. Fleischmannia klattiana (Hieron.) R.M.King & H.Rob.
43. Fleischmannia laxa (Gardner) R.M.King & H.Rob.
44. Fleischmannia laxicephala (Cabrera) R.M.King & H.Rob.
45. Fleischmannia lellingeri R.M.King & H.Rob.
46. Fleischmannia lithophila (B.L.Rob.) R.M.King & H.Rob.
47. Fleischmannia lloensis (Hieron.) R.M.King & H.Rob.
48. Fleischmannia loxensis H.Rob.
49. Fleischmannia magdalenensis (B.L.Rob.) R.M.King & H.Rob.
50. Fleischmannia marginata (Poepp. & Endl.) R.M.King & H.Rob.
51. Fleischmannia matogrossensis H.Rob.
52. Fleischmannia matudae R.M.King & H.Rob.
53. Fleischmannia mayorii (B.L.Rob.) R.M.King & H.Rob.
54. Fleischmannia mercedensis (B.L.Rob.) R.M.King & H.Rob.
55. Fleischmannia microstemoides H.Rob.
56. Fleischmannia microstemon (Cass.) R.M.King & H.Rob.
57. Fleischmannia misera (B.L.Rob.) R.M.King & H.Rob.
58. Fleischmannia monagasensis (V.M.Badillo) R.M.King & H.Rob.
59. Fleischmannia multinervis (Benth.) R.M.King & H.Rob.
60. Fleischmannia narinoensis H.Rob.
61. Fleischmannia neei H.Rob.
62. Fleischmannia nix R.M.King & H.Rob.
63. Fleischmannia obscurifolia (Hieron.) R.M.King & H.Rob.
64. Fleischmannia pastazae (B.L.Rob.) R.M.King & H.Rob.
65. Fleischmannia pennellii (B.L.Rob.) R.M.King & H.Rob.
66. Fleischmannia petiolata H.Rob.
67. Fleischmannia pinnatifida Pruski
68. Fleischmannia plectranthifolia (Benth. ex Oerst.) R.M.King & H.Rob.
69. Fleischmannia porphyranthema (A.Gray) R.M.King & H.Rob.
70. Fleischmannia prasiifolia (Griseb.) R.M.King & H.Rob.
71. Fleischmannia pratensis (Klatt) R.M.King & H.Rob.
72. Fleischmannia profusa H.Rob.
73. Fleischmannia purpusii R.M.King & H.Rob.
74. Fleischmannia pycnocephala (Less.) R.M.King & H.Rob.
75. Fleischmannia pycnocephaloides (B.L.Rob.) R.M.King & H.Rob.
76. Fleischmannia quirozii H.Rob.
77. Fleischmannia remotifolia (DC.) R.M.King & H.Rob.
78. Fleischmannia rhodotephra (B.L.Rob.) R.M.King & H.Rob.
79. Fleischmannia sagasteguii H.Rob.
80. Fleischmannia schickendantzii (Hieron.) R.M.King & H.Rob.
81. Fleischmannia seleriana (B.L.Rob.) R.M.King & H.Rob.
82. Fleischmannia sideritidis (Benth.) R.M.King & H.Rob.
83. Fleischmannia sinaloensis (B.L.Rob.) R.M.King & H.Rob.
84. Fleischmannia sinclairii (Benth. ex Oerst.) R.M.King & H.Rob.
85. Fleischmannia sonorae (A.Gray) R.M.King & H.Rob.
86. Fleischmannia soratae (Sch.Bip. ex B.L.Rob.) R.M.King & H.Rob.
87. Fleischmannia splendens R.M.King & H.Rob.
88. Fleischmannia steinbachii H.Rob.
89. Fleischmannia steyermarkii R.M.King & H.Rob.
90. Fleischmannia suderifica R.M.King & H.Rob.
91. Fleischmannia tamboensis (Hieron.) R.M.King & H.Rob.
92. Fleischmannia trinervia (Sch.Bip.) R.M.King & H.Rob.
93. Fleischmannia tysonii R.M.King & H.Rob.
94. Fleischmannia vargasii H.Rob.
95. Fleischmannia viscidipes (B.L.Rob.) R.M.King & H.Rob.
96. Fleischmannia yucatanensis R.M.King & H.Rob.
97. Fleischmannia yungasensis (B.L.Rob.) R.M.King & H.Rob.
98. Fleischmannia zakii H.Rob.

## Sinonimi
- Sartorina R.M.King & H.Rob.